# Bülstedt
Bülstedt is een gemeente in de Duitse deelstaat Nedersaksen. De gemeente maakt deel uit van de Samtgemeinde Tarmstedt in het Landkreis Rotenburg (Wümme).
Bülstedt telt 764 inwoners.
Tot deze plattelandsgemeente, die in een fraai, tot lange wandelingen uitnodigend heide- en veenlandschap ligt, behoren ook de gehuchten Osterbruch en Steinfeld, ten oosten van het hoofddorp.
In de gemeente ligt, halverwege Bülstedt  en Steinfeld, een natuurreservaat, genaamd Schwarzes Moor bei Bülstedt. Het is een klein, 22 hectare groot, stukje hoogveen.

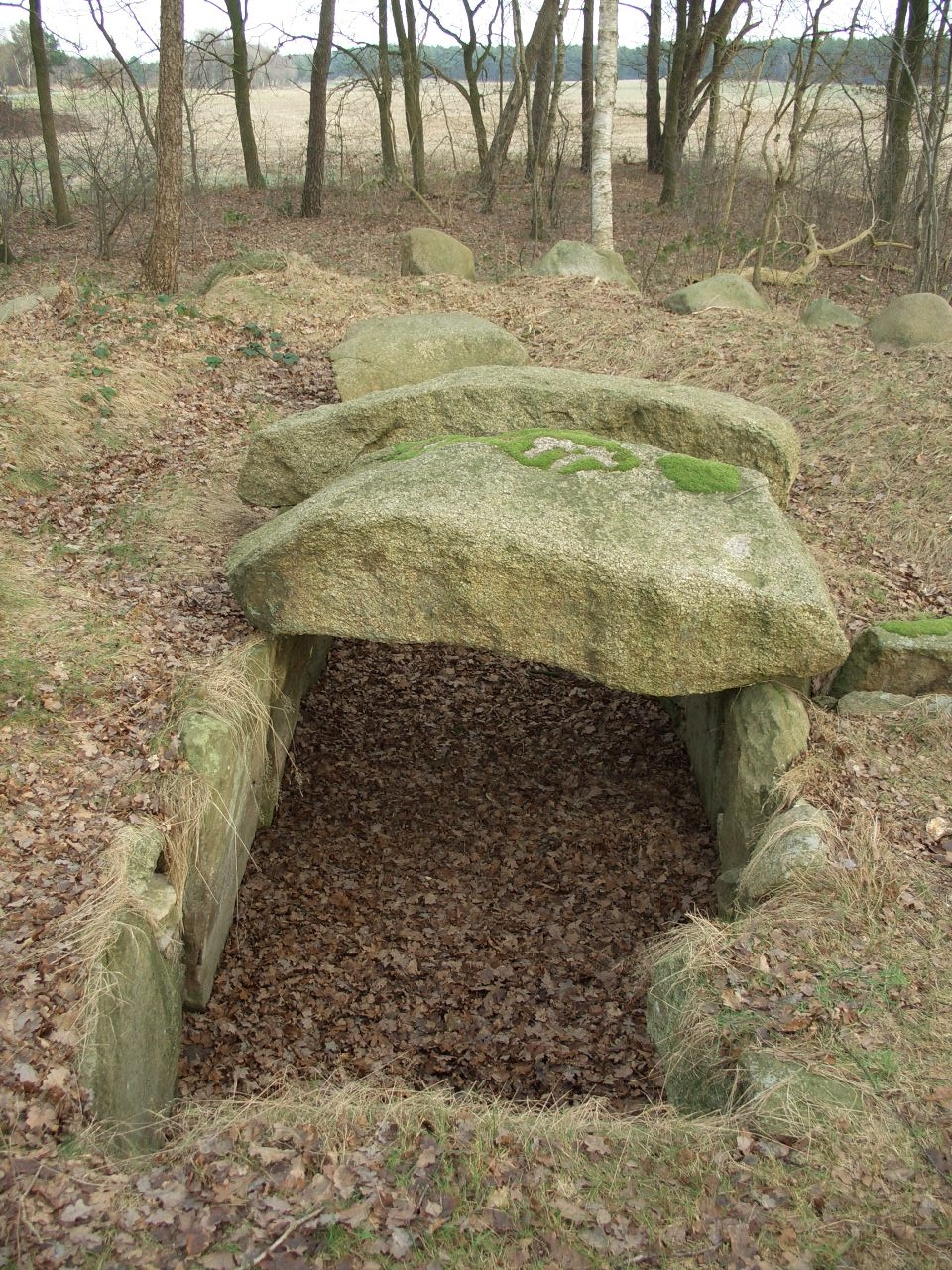
Großsteingrab Steinfeld bij Bülstedt, graf 1, gereconstrueerde ingang
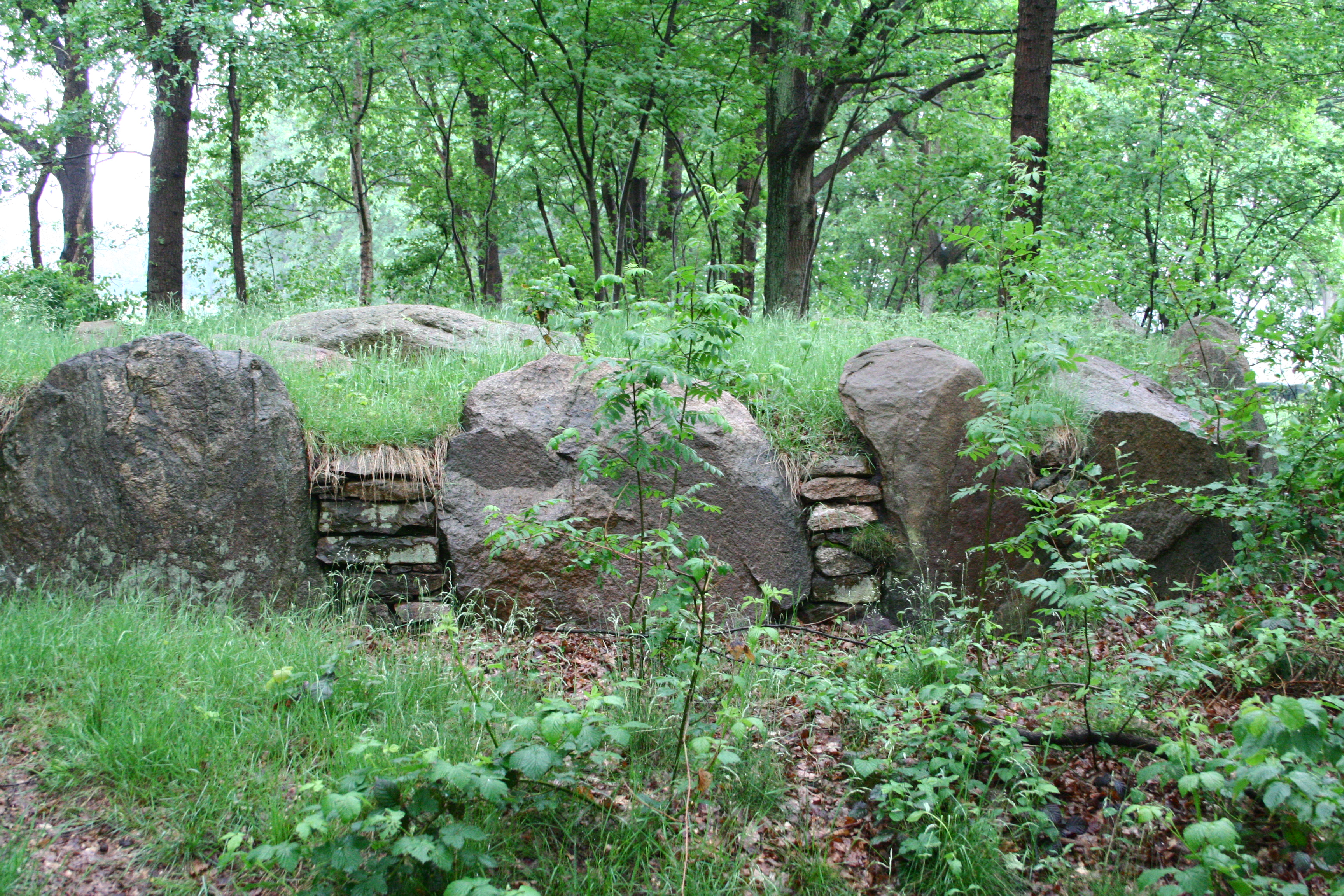
Idem, het gereconstrueerde graf (Sprockhoff-Nr. 649)
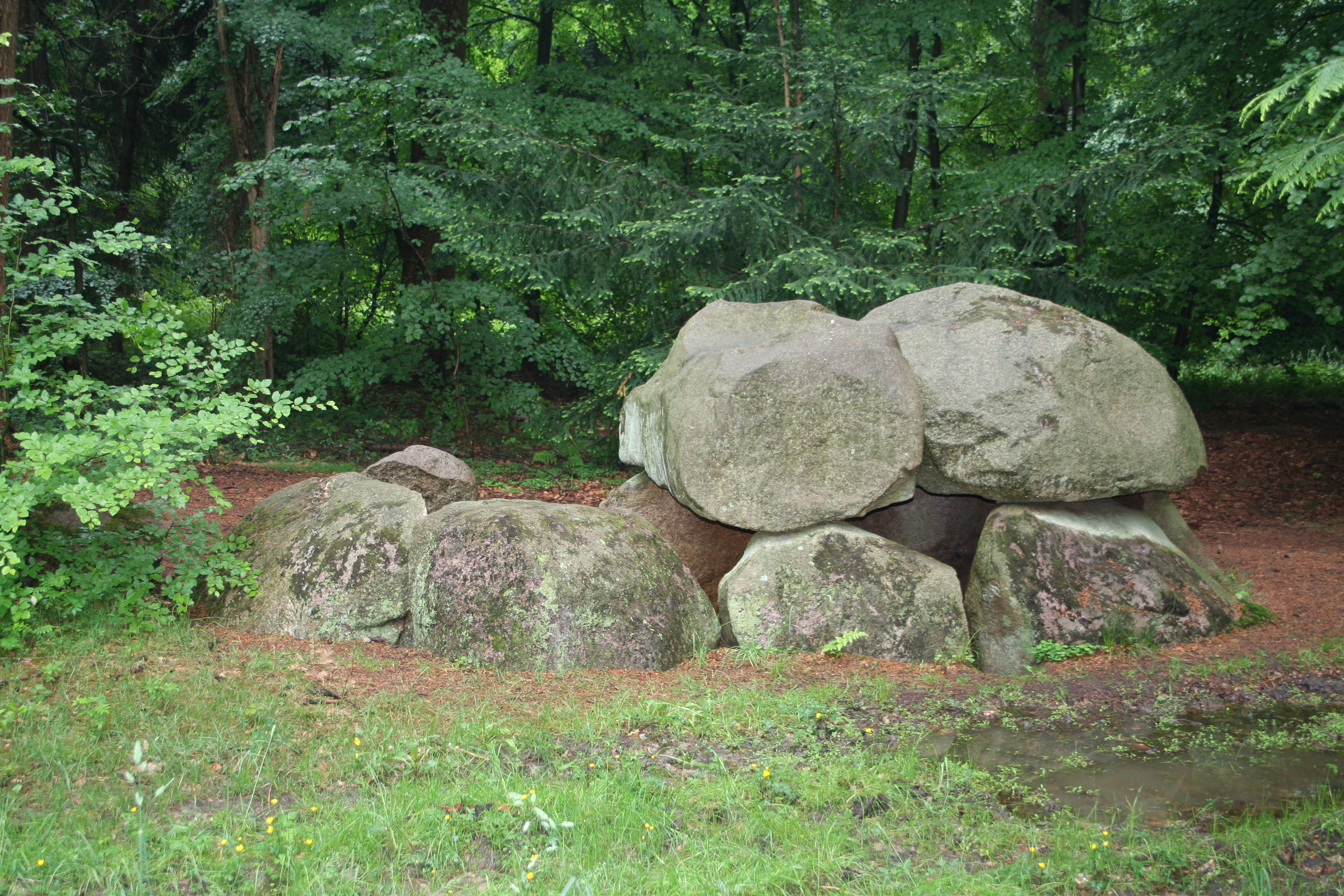
Idem, graf 2 (Sprockhoff-Nr. 650)

Großsteingrab Steinfeld, ten oosten van Bülstedt, is de benaming voor een groep megalietmonumenten, type Ganggraf, waarvan er nog twee bestaan. Zij zijn gecatalogiseerd met Sprockhoff-nummers 649 (graf 1), en, graf 2, één km ten zuiden van graf nr. 1, 650. Deze monumenten dateren van 3500-2800 jaar vóór de jaartelling, en worden toegeschreven aan dragers van de neolithische Trechterbekercultuur. De hunebedden zijn ook afgebeeld in het gemeentewapen.
Bülstedt komt in 1150 voor het eerst in een document voor. Het is een oud boerendorp. De agrarische sector is steeds de belangrijkste bron van bestaan in de gemeente gebleven. Sedert 1970 hebben zich hier ook woonforensen met een werkkring in omliggende grotere steden gevestigd.
Zie verder onder Samtgemeinde Tarmstedt.
- Gemeinsame Normdatei: 4278684-8
- Library of Congress Control Number: n93098499
- Nationale Bibliotheek van Israël: 987007535430205171
- Virtual International Authority File: 143218405

Ahausen · 
Alfstedt · 
Anderlingen · 
Basdahl · 
Bötersen · 
Bothel · 
Breddorf · 
Bremervörde · 
Brockel · 
Bülstedt · 
Deinstedt · 
Ebersdorf · 
Elsdorf · 
Farven · 
Fintel · 
Gnarrenburg · 
Groß Meckelsen · 
Gyhum · 
Hamersen · 
Hassendorf · 
Heeslingen · 
Hellwege · 
Helvesiek · 
Hemsbünde · 
Hemslingen · 
Hepstedt · 
Hipstedt · 
Horstedt · 
Kalbe · 
Kirchtimke · 
Kirchwalsede · 
Klein Meckelsen · 
Lauenbrück · 
Lengenbostel · 
Oerel · 
Ostereistedt · 
Reeßum · 
Rhade · 
Rotenburg · 
Sandbostel · 
Scheeßel · 
Seedorf · 
Selsingen · 
Sittensen · 
Sottrum · 
Stemmen · 
Tarmstedt · 
Tiste · 
Vahlde · 
Vierden · 
Visselhövede · 
Vorwerk · 
Westertimke · 
Westerwalsede · 
Wilstedt · 
Wohnste · 
Zeven